# 雄高
雄高（德語：Schongau，發音：[ˈʃoːnɡaʊ] ⓘ）是德国巴伐利亚州上巴伐利亚行政区魏尔海姆-雄高县的城市，总面积21.34平方千米，2023年12月31日总人口为12,769人。

## 图集

雄高 - Schongau
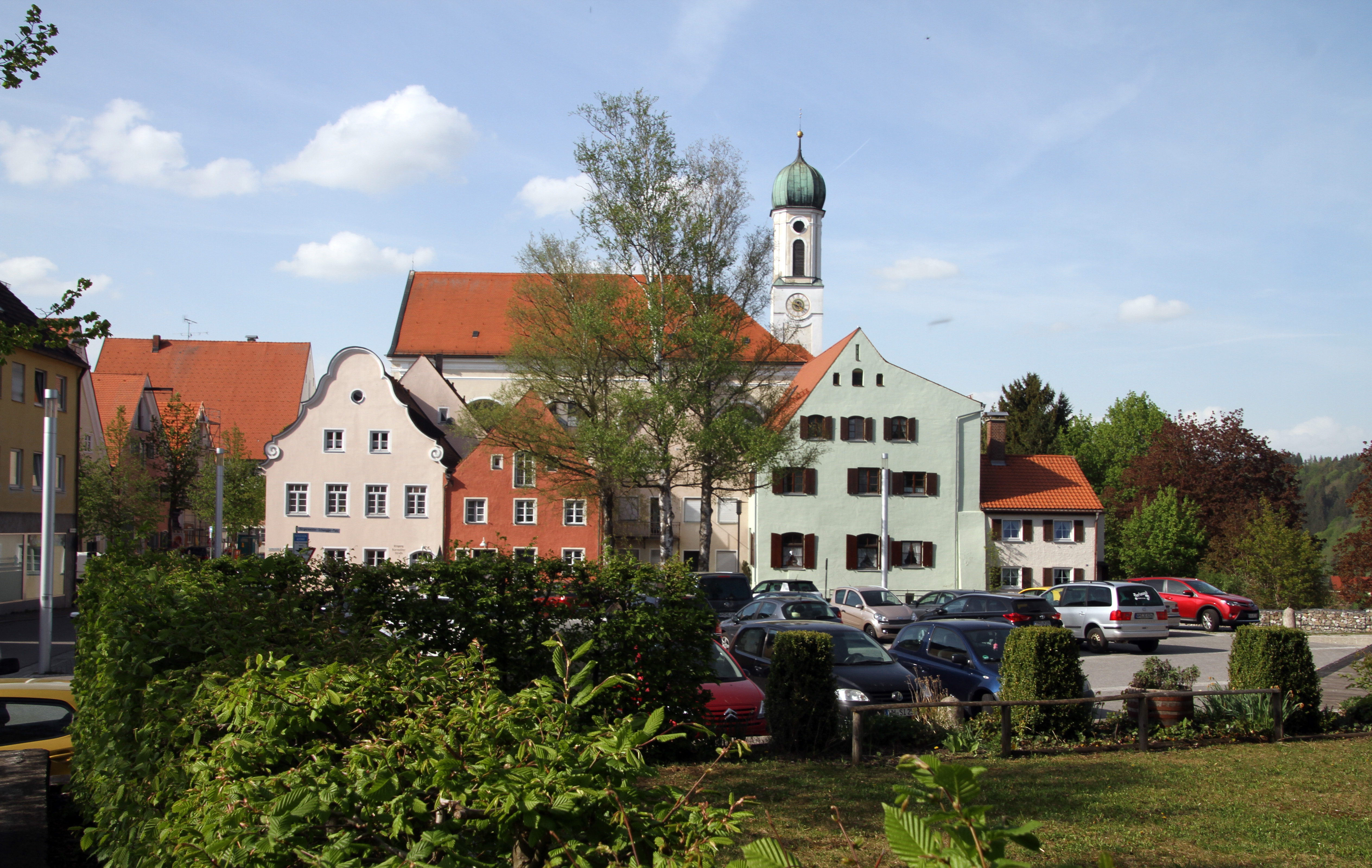
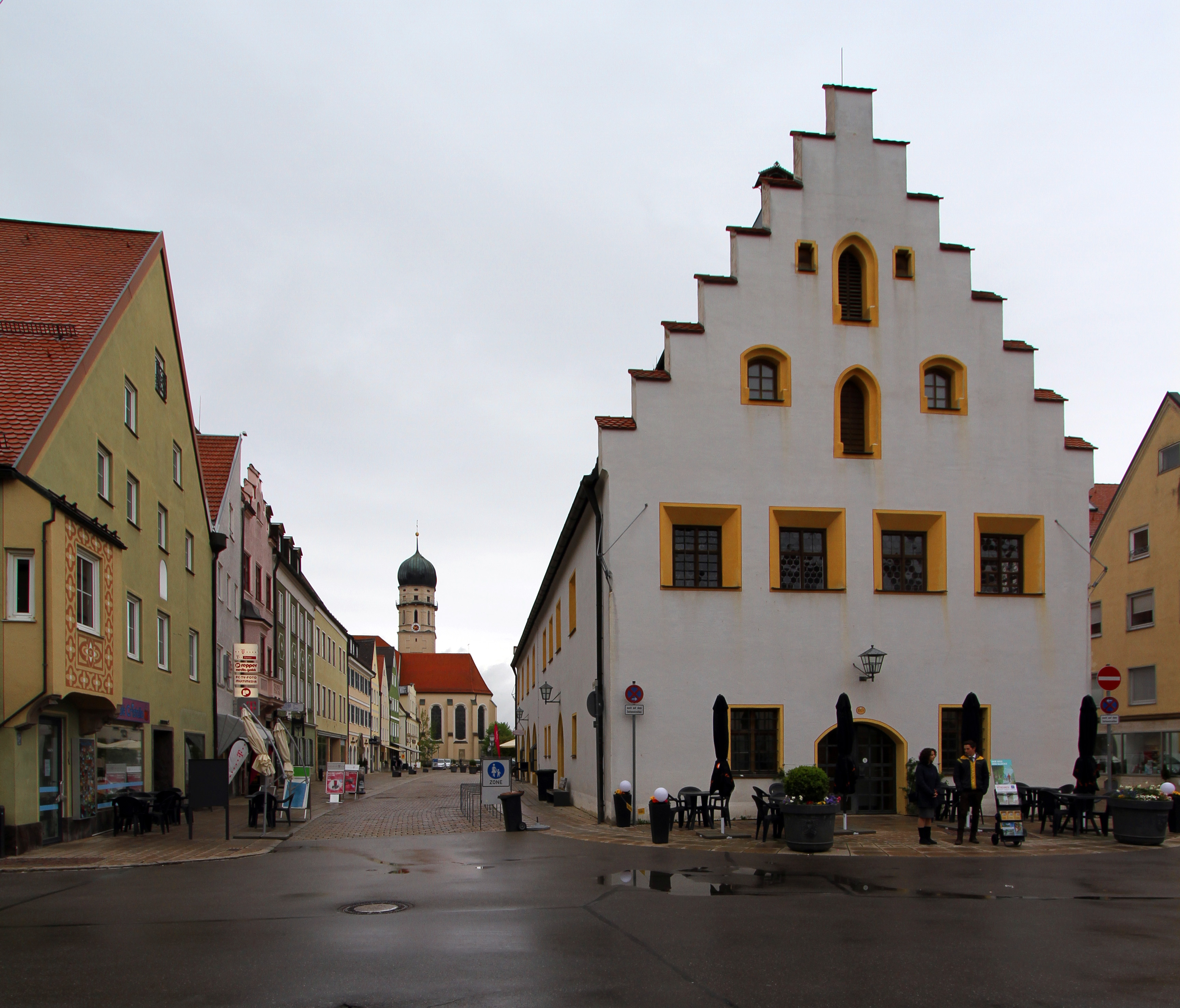
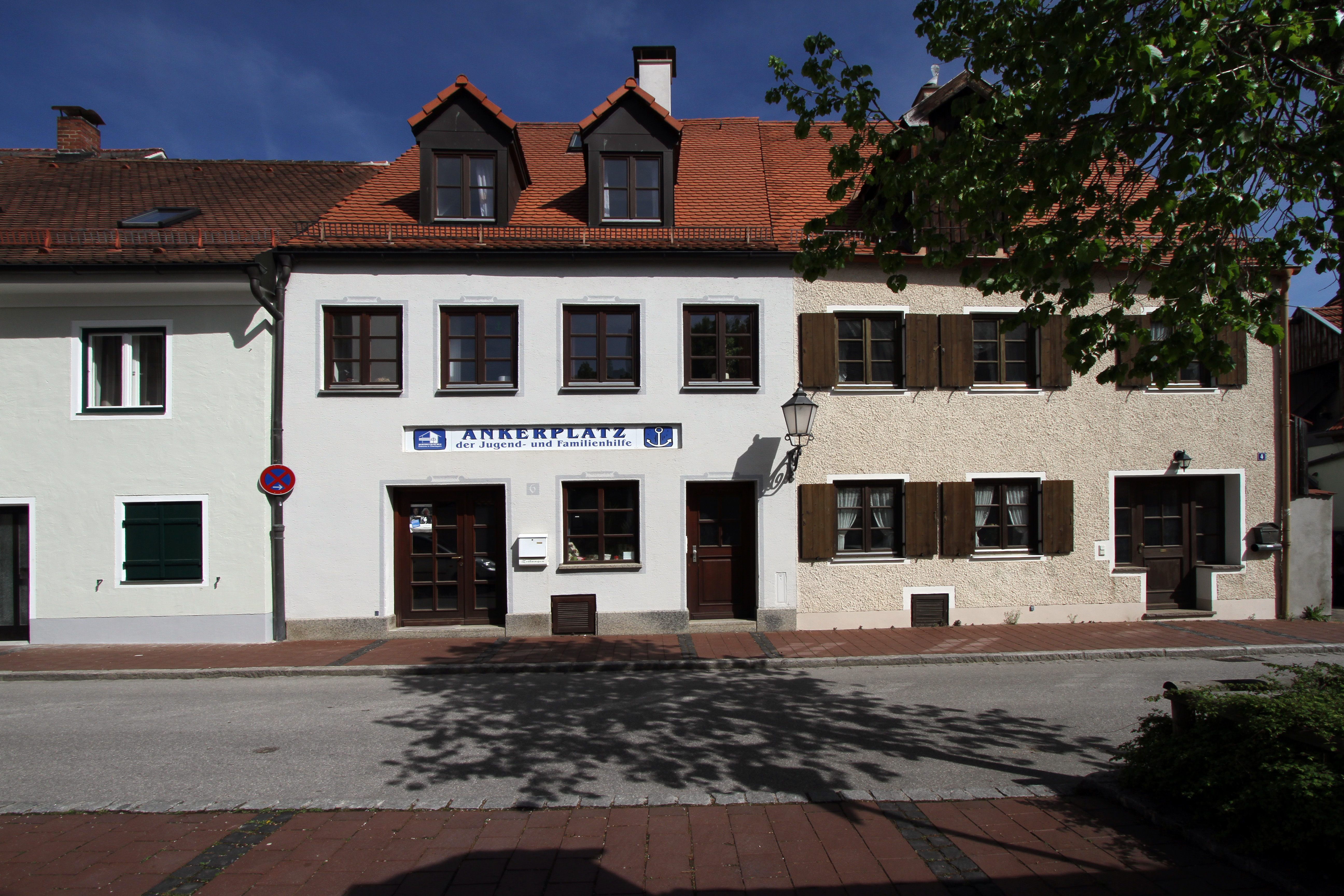
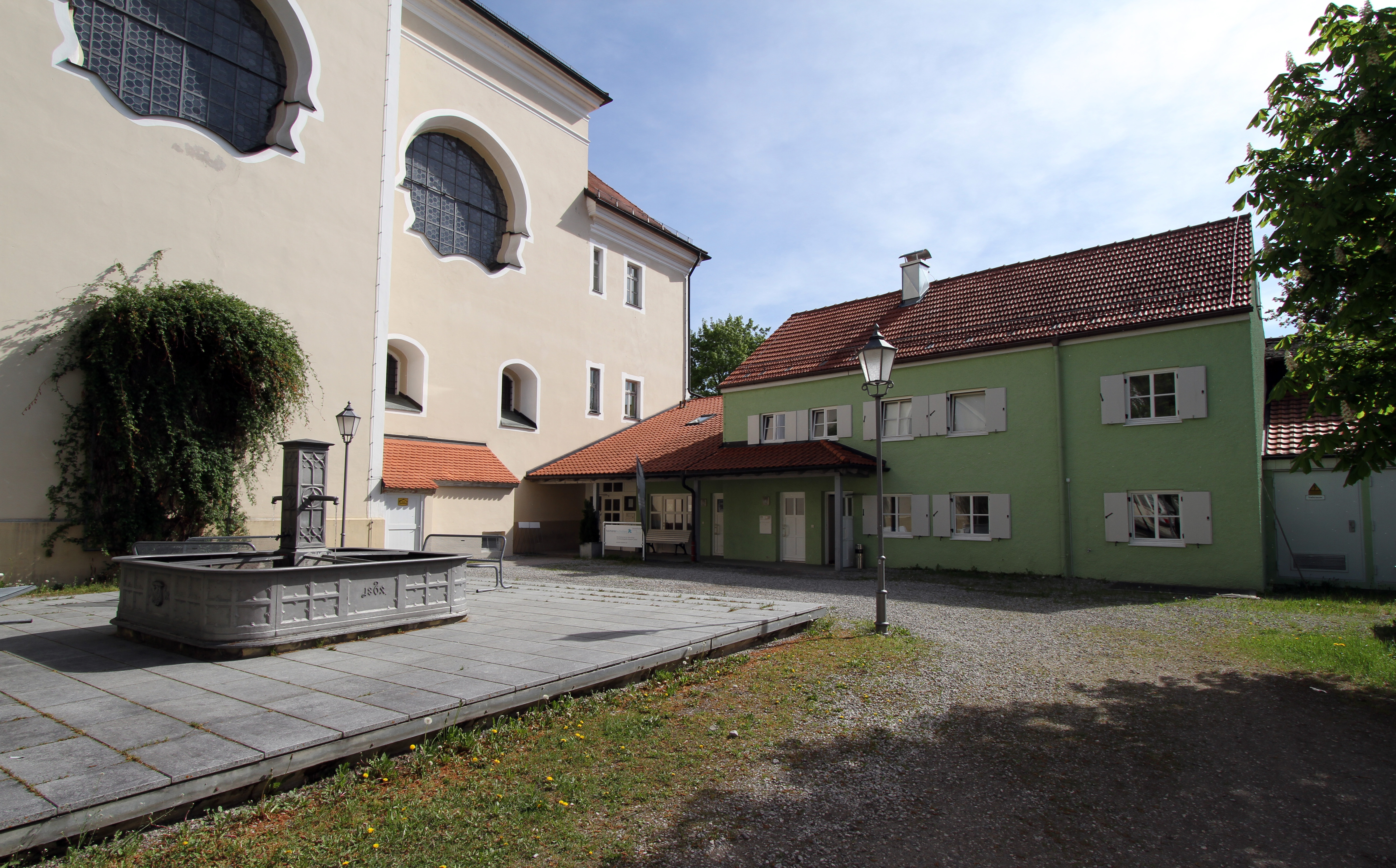
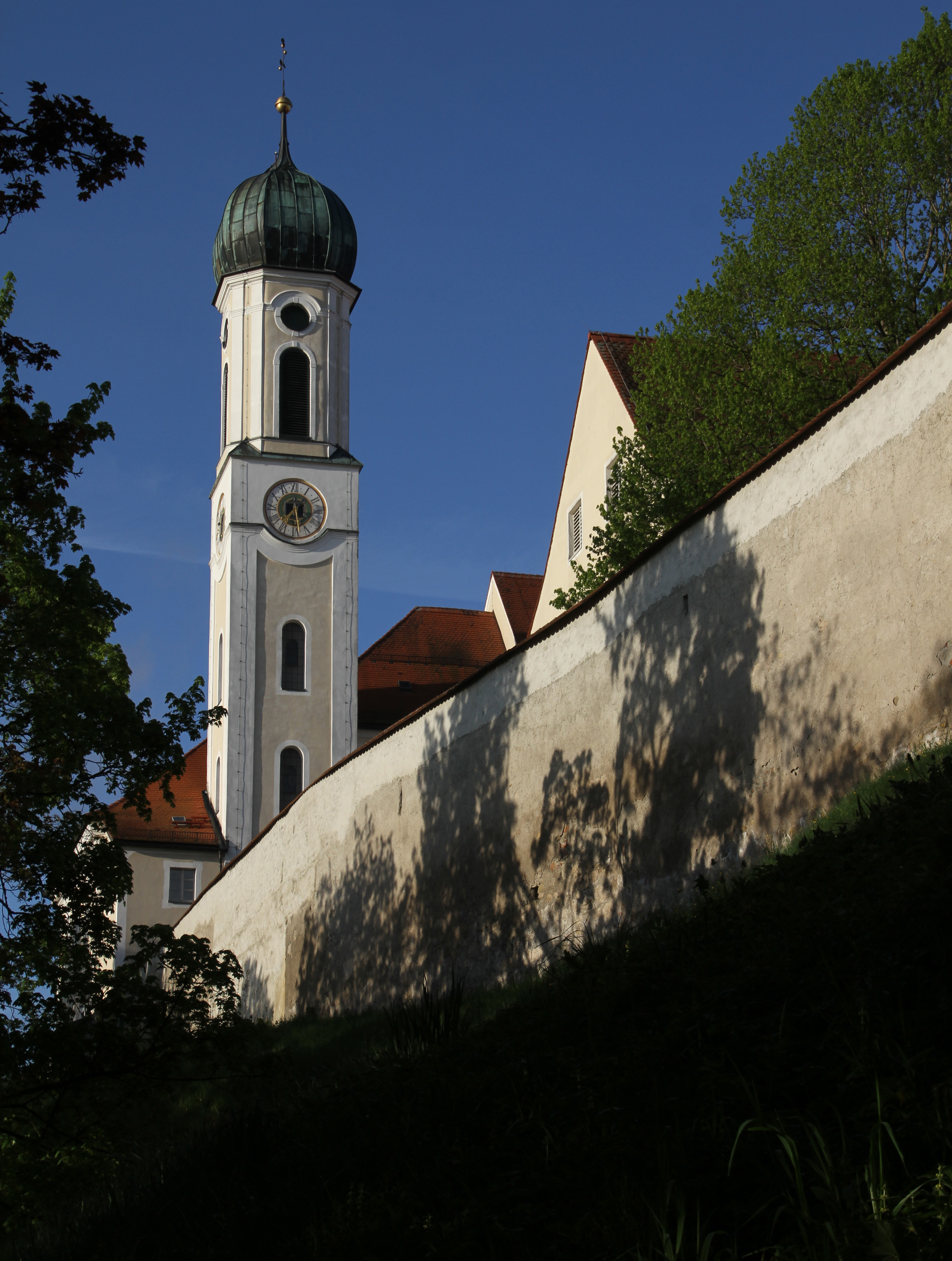
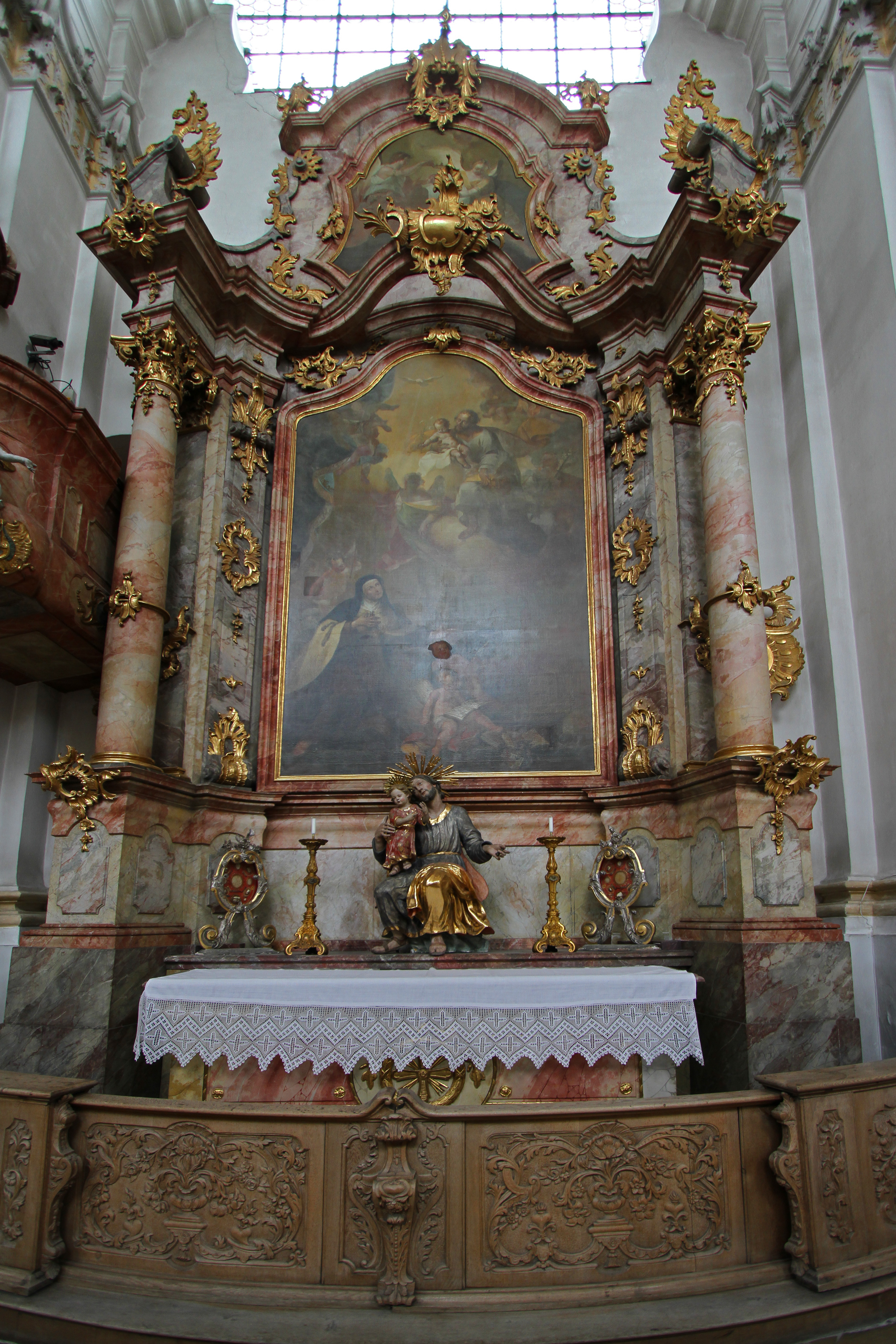
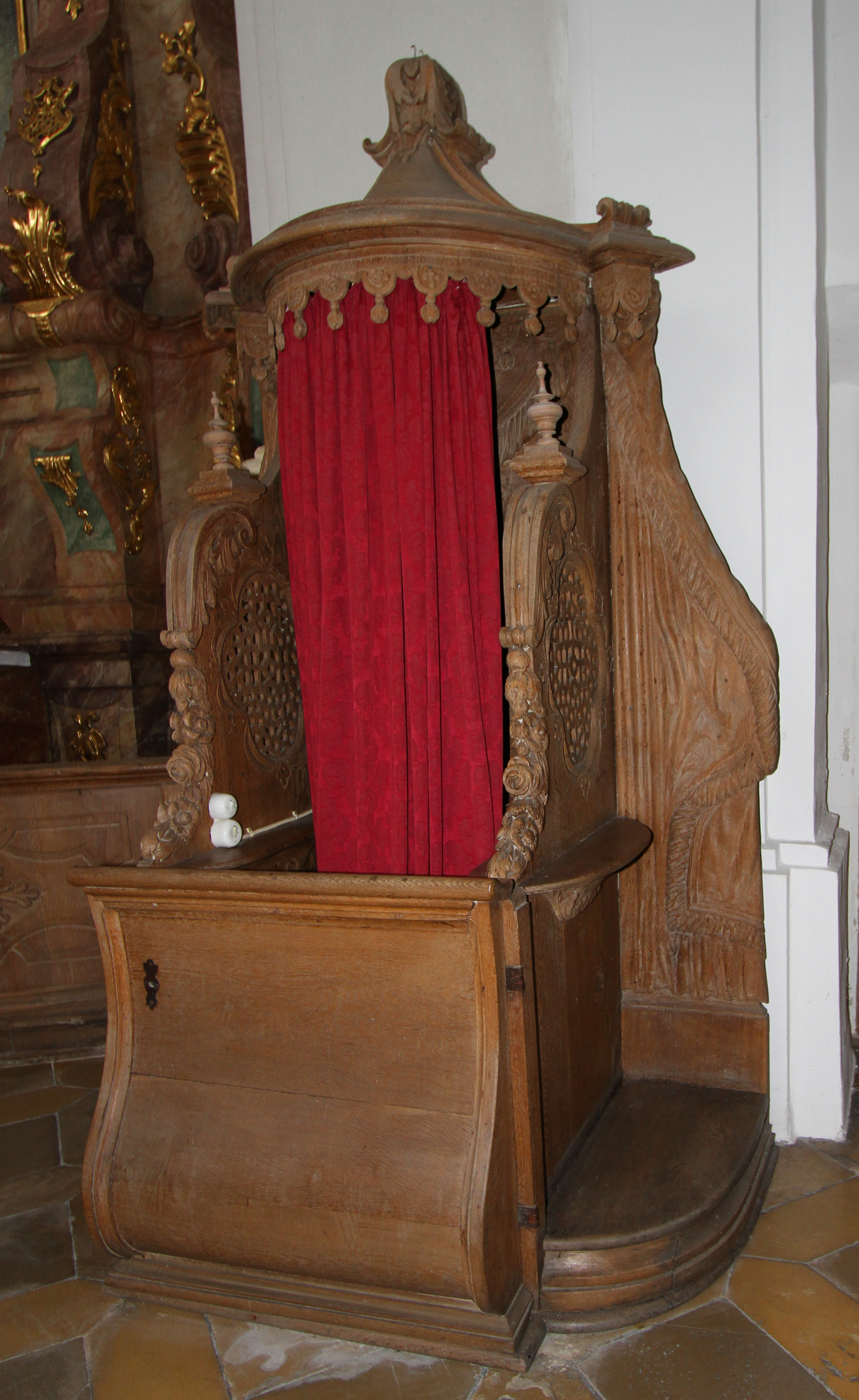
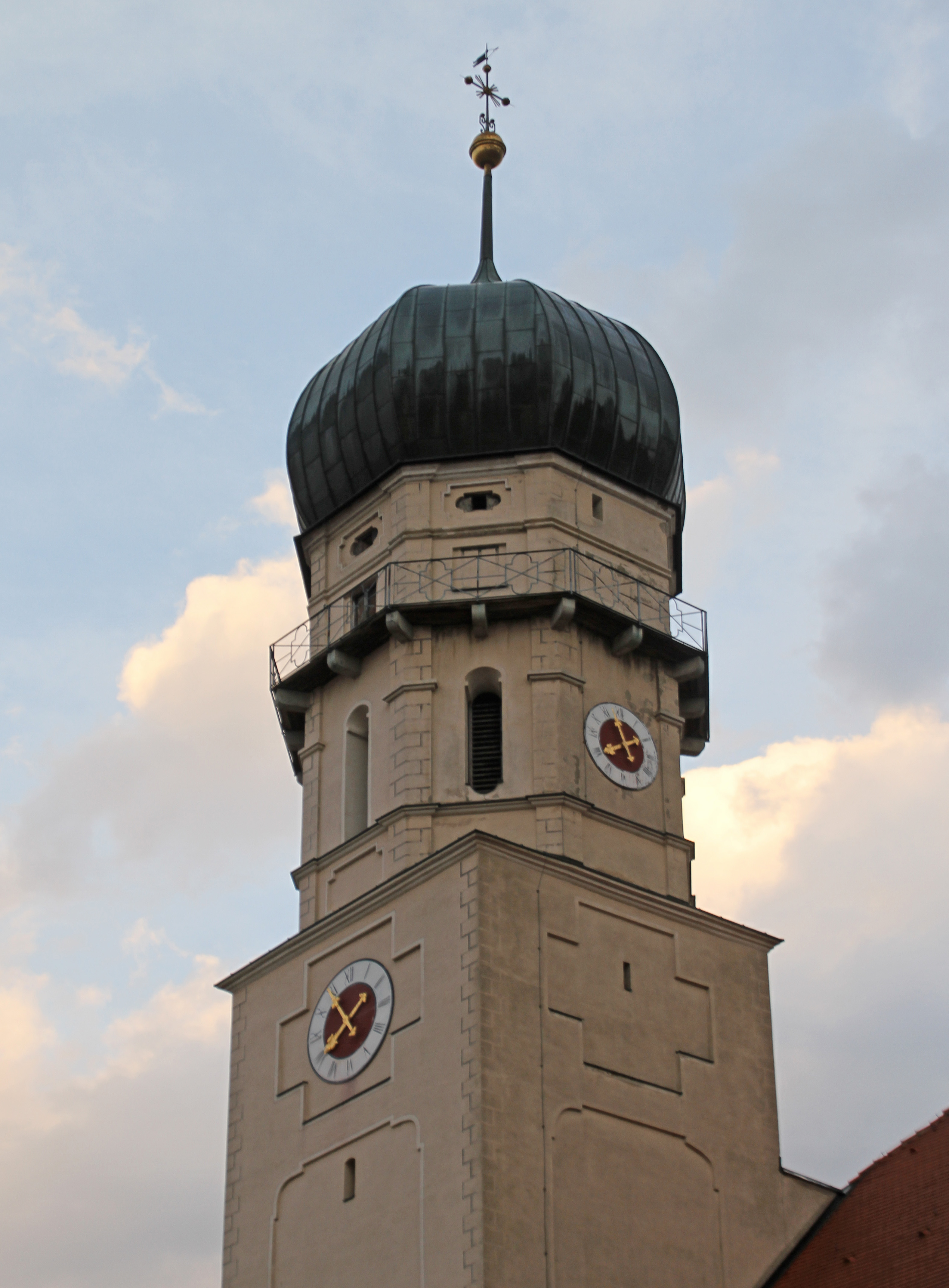
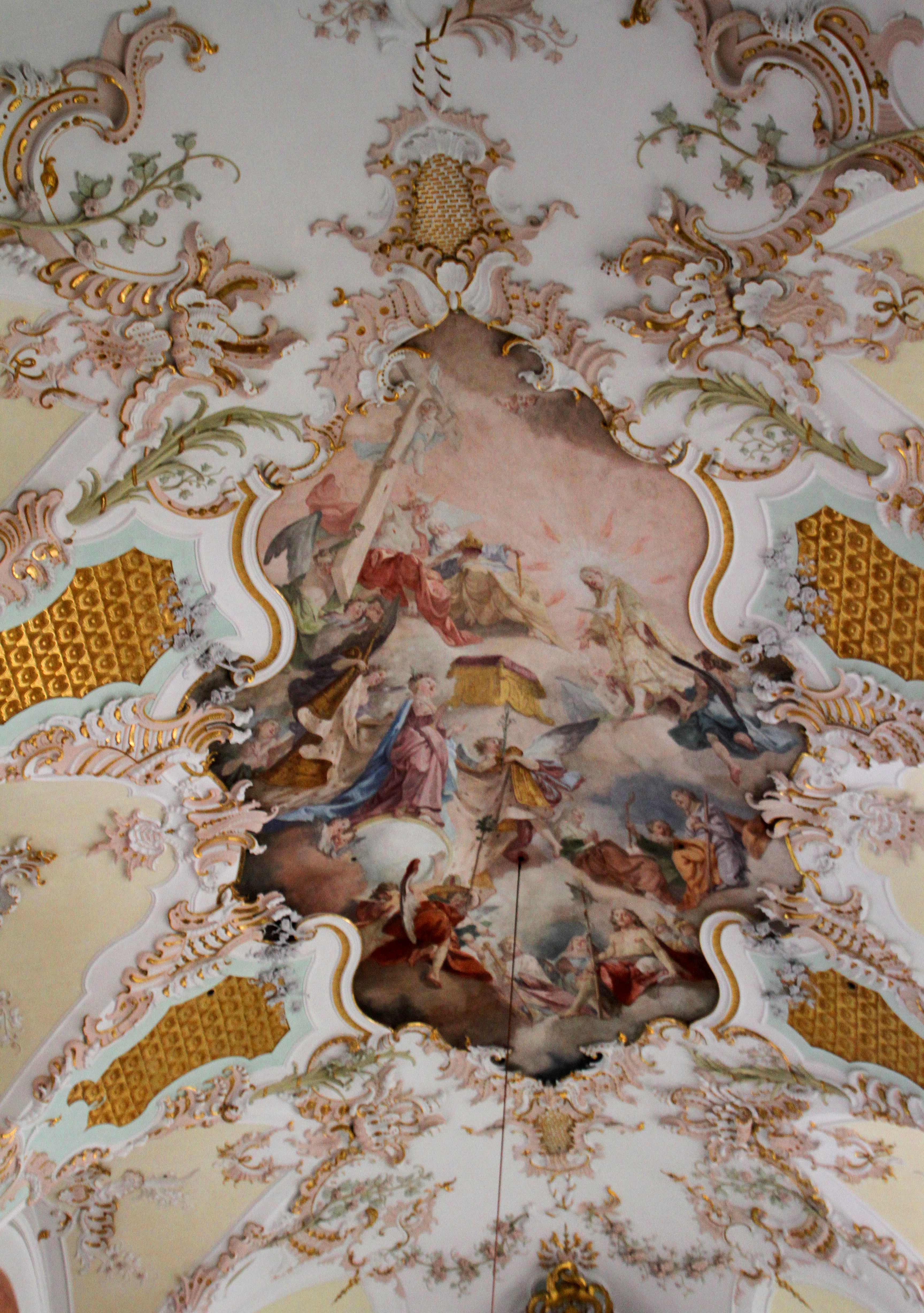
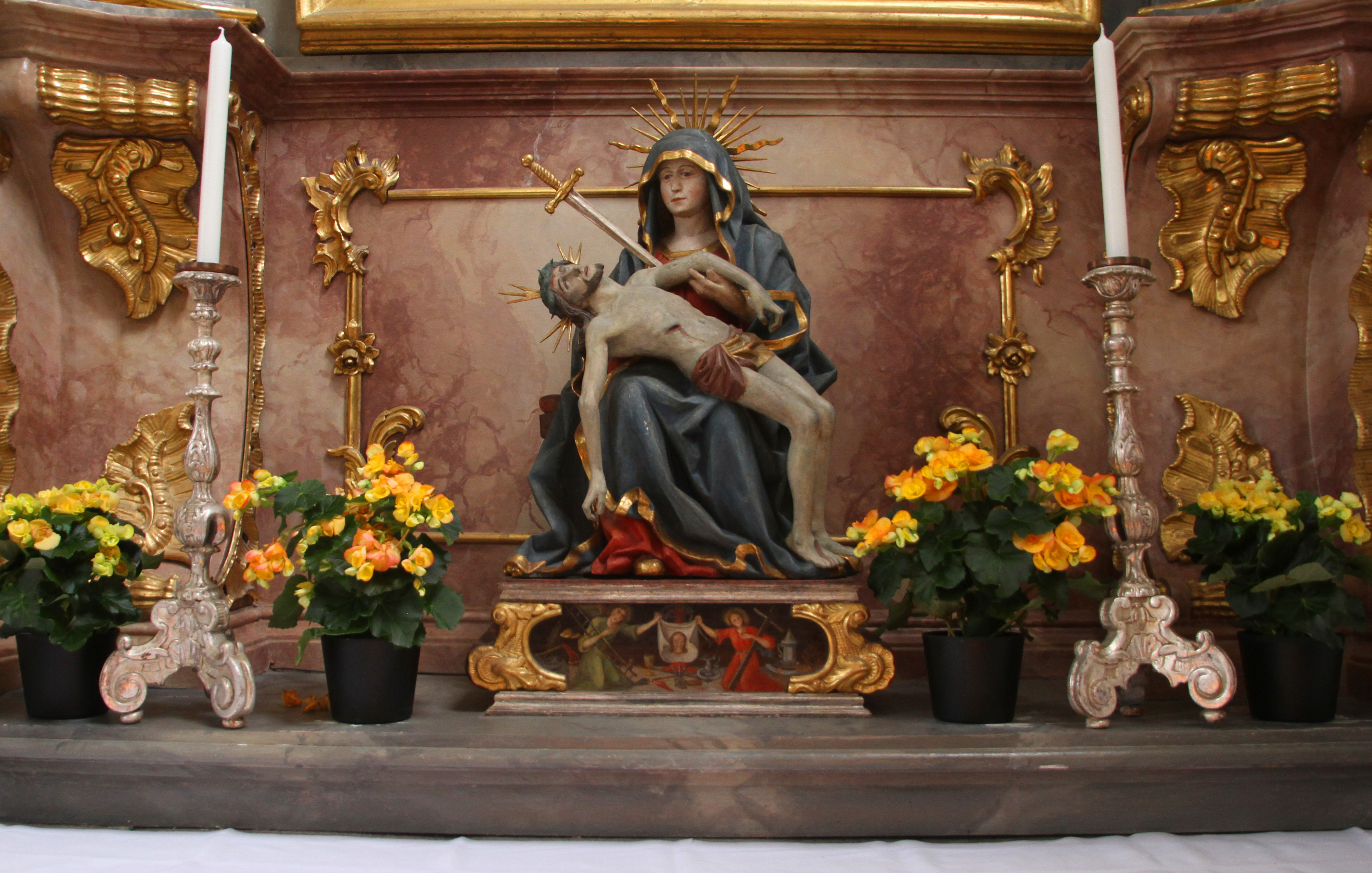